# Dichochrysa iniqua
Dichochrysa iniqua is een insect uit de familie van de gaasvliegen (Chrysopidae), die tot de orde netvleugeligen (Neuroptera) behoort. 
Dichochrysa iniqua is voor het eerst wetenschappelijk beschreven door Navás in 1931.